# Vale Music
Vale Music est un ancien label discographique espagnol actif de 1997 à 2011. Son siège était situé à Barcelone, en Catalogne. Le label produit des artistes espagnols célèbres, comme David Bisbal, María Isabel, Chenoa et Soraya Arnelas.

## Histoire

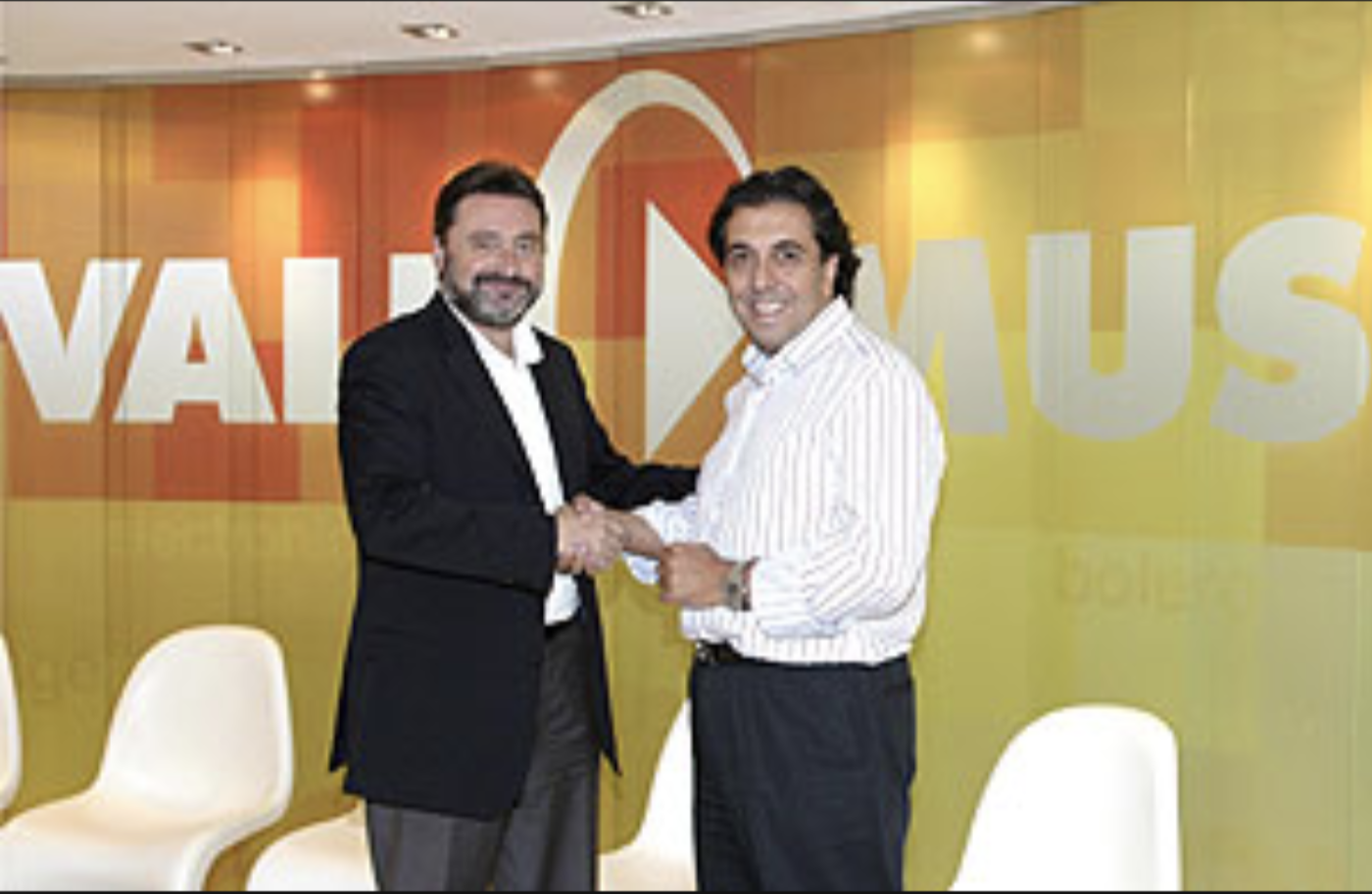
Ricardo Campoy, président de Vale Music, avec Jesús López, PDG d'Universal Music Latino.

Vale Music a été fondé à la fin de l'année 1997, et dirigé pendant son existence par Ricardo Campoy. Il a été rejoint par José María Castells, Toni Peret, Quique Tejada, Andreu Ugas et Narcís Rebollo, qui venaient de l'ancien label de Campoy, Max Music. Universal Music Group a racheté le label en 2006 et l'a intégré au plus grand groupe musical du monde. Le siège social du label, devenu le plus important d'Espagne, se trouvait à Barcelone.
À ses débuts, Vale Music se spécialise dans la musique électronique avec la sortie de compilations telles que Caribe, Disco estrella, Todo éxitos ou Superventas, et devient la maison de disques de plusieurs projets télévisés tels que Crónicas marcianas (émission télévisée), Gran hermano et Operación triunfo. Il a également été pionnier dans l'introduction du reggaeton en Espagne, à l'aide de certains programmes télévisés susmentionnés comme moyen de promotion.
Certains de ses artistes ont connu un grand succès lorsqu'ils ont quitté l'Espagne pour conquérir de nouveaux marchés dans d'autres pays, comme David Bisbal, David Bustamante, Manuel Carrasco et Juan Magán (Amérique latine, Europe, États-Unis, Asie) et, dans une moindre mesure, Rosario Flores et María Isabel. Des chanteurs tels que Merche, Coyote Dax, Sonia y Selena, David Civera et King África ont également connu des succès nationaux. Les sorties de Vale Music ont généré des ventes mondiales de plus de 15 millions d'albums d'artistes solo et de plus de 7 millions de compilations. Son répertoire et sa liste d'artistes sont actuellement intégrés au label Universal Music Group.